# Булон (графство)
Вижте пояснителната страница за други значения на Булон.
Графство Булон (на френски: Le comté Boulogne) е графство в Северна Франция, съществувало от 9 век до 1477 година. То е разположено на брега на Ла Манш с център град Булон сюр Мер.

## История
Графство Булон възниква на мястото на франкския Бононийски гау, разположен между Ла Манш, река Канш на юг и Теруанския гау на изток. Булонският гау се управлява от назначени от франкските крале графове. От края на 9 век е известен граф Ерхенгер, когото през 886 година парижкият епископ Гозлен моли за помощ срещу норманите. През 896 година Ерхенгер, който подкрепя крал Карл Прости срещу френския херцог Одо е отстранен от длъжността си и графството попада в ръцете на графа на Фландрия Балдуин Плешиви.
През следващите десетилетия графство Булон е васално на графовете на Фландрия и се управлява от членове на тяхното семейство, като за известно време към него е присъединена и южната част на Теруанския гау около Сен Пол. От средата на 10 век Булон се управлява от обособен клон на Фландърската династия. През 1066 година граф Йосташ II се присъединява към Уилям Завоевателя и играе важна роля в Норманското нашествие в Англия. Неговите синове се включват в Първия кръстоносен поход, като двама от тях, Годфрид дьо Буйон и Балдуин дьо Булон, стават крале на Йерусалимското кралство, а бъдещият граф Йосташ III се отказва от тази длъжност. През 1191 година графовете стават преки васали на френския крал.
През 1212 година френският крал Филип Август конфискува графството, но по-късно го дава като апанаж на своя син Филип Юрпел, женен за законната наследница Матилд II. След нейната смърт през 1258 година споровете за наследството се подновяват и със съдебно решение графството е предадено на графовете на Оверн. То остава под тяхно управление до 1477 година, когато крал Луи XI ги присъединява към кралския домен, като графство Булон става сенешалство в Амиенското генералство.